# Бычков, Сергей Сергеевич
Сергей Сергеевич Бычков (11 октября 1946, Ереван) — российский писатель, поэт, публицист, историк церкви, доктор исторических наук.

## Биография
Родился в 1946 году в большой семье гвардии капитана Военно-воздушных сил С. И. Бычкова. Мать, Таисия Васильевна, была домохозяйкой, воспитывала четверых детей. Детство Бычкова прошло в Красноярске, юношеские годы — сначала в Алма-Ате, затем в Оренбурге, на родине матери. В 1975 году окончил филологический факультет МГУ имени М. В. Ломоносова. Занимался преподавательской деятельностью. Дебютировал как поэт-переводчик, участвуя в издании Библиотеки всемирной литературы в 200 томах.
В 1992 году в Пушкинском Доме (ИРЛИ РАН) в Санкт-Петербурге защитил кандидатскую диссертацию. В 2002 году в Российской академии государственной службы защитил докторскую диссертацию.
С 1967 года — прихожанин церкви Покрова в Петровском-Алабине, где служил священник Александр Мень. В приходе, уже в Новой Деревне, где служил отец Александр Мень, с середины 70-х годов занимался религиозным воспитанием детей.
Женат, двое детей.

## Издательская деятельность
В постсоветское время Бычков активно занимался книгоиздательской деятельностью, совмещая её с публицистической работой как в зарубежной, так и в отечественной периодической печати.

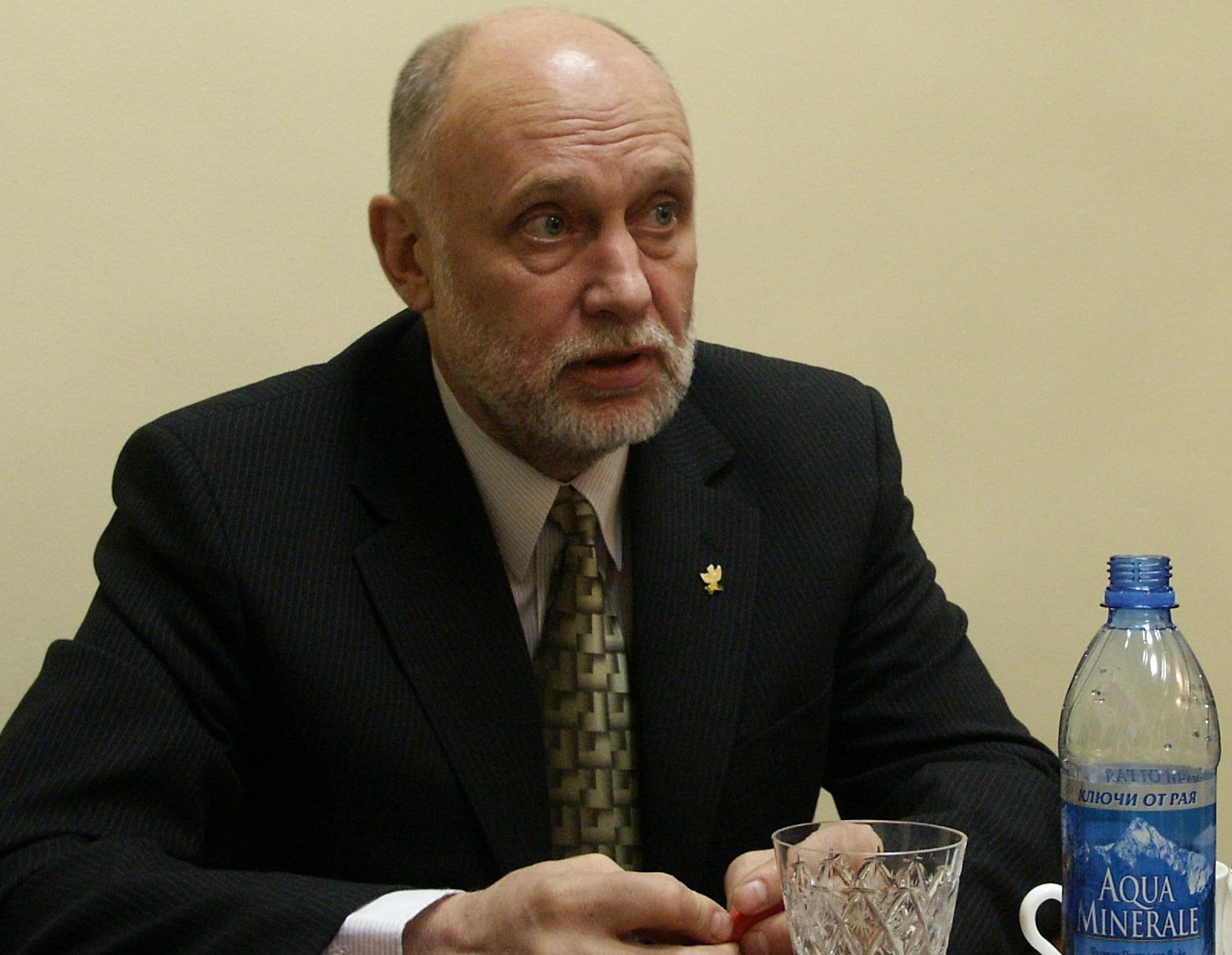
Сергей Бычков на конференции, посвященной Г. П. Федотову

Подготовил и издал 8 томов из предполагаемых 12 собрания сочинений русского мыслителя Г. П. Федотова. В 1992 году вышел том житий российских святых — «Жизнеописания достопамятных людей земли Русской», переиздан в 2002 году — «Святые земли русской». В его переводе вышла тремя изданиями книга С. С. Куломзиной «Наша Церковь и наши дети» (1992, 1994, 2002). Первый том очерков по истории Русской Церкви вышел в 1998 году — «Русская Церковь и императорская власть», второй — «Большевики против Русской Церкви» в 2006 году. Год спустя появилась монография «Страдный путь архимандрита Тавриона». Бычковым собраны и изданы работы священника и правозащитника Сергия Желудкова. В 2010 году увидела свет монография об архиепископе-исповеднике Ермогене (Голубеве) — «Освобождение от иллюзий».
В 2005 году по его сценариям были поставлены два телефильма: «ВЧК против патриарха Тихона» и «Живое слово отца Александра Меня». 26 июня 2007 года по Первому каналу был показан фильм «Завтра меня убьют» (о ходе расследования убийства священника Александра Меня), снятый по сценарию Бычкова.

## Судебные процессы
Бычков неоднократно проигрывал судебные процессы, связанные с его публикациями. Так, в 2006 году протоиерей Всеволод Чаплин, обвинявший Сергея Бычкова в клевете, выиграл суд по иску, поданному против него Бычковым. В 2008 году религиовед Роман Силантьев выиграл иск о защите чести и достоинства против Сергея Бычкова.

## Критика
В 2004 году филологическим факультетом СПбГУ был издан сборник статей «История фальсификации, или фальсификаторы истории (о „научном“ творчестве журналиста Сергея Сергеевича Бычкова)», где Бычков был подвергнут критике за плагиат, отсутствие публикаций в журналах списка ВАК, процедурные и другие нарушения.
Доктор юридических наук Игорь Понкин считает, что 

Нагнетание истерии, фальсификации, подмены, манипуляции — это типичные приёмы С. Бычкова в отношении церковных деятелей. Упорное стремление как можно более подло и гадко очернить, всячески опорочить Церковь и церковных деятелей вовсе не ново. как почти ничто не является новым в публикациях С. Бычкова, которые, как представляется, — просто плохие копии с «шедевров антиправославной ненависти» Е. Ярославского, Л. Троцкого, В. Ульянова-Ленина
Публицист Яков Кротов вспоминал, «… как в 1967 году отреагировал отец Александр Мень на вопрос, зачем он общается с несомненным стукачом Бычковым как с обычным знакомым. Отец Александр сказал, что и стукач — тоже человек, у него тоже есть духовная жизнь. Да, стукач — тоже человек. Однако, стукач, который пытается перевалить свой грех на других, поступает хотя и вполне логично, но всё же заслуживает отпора. Пожалеть человека Сергея Бычкова нужно. Особенно нужно его пожалеть теперь, когда после многих лет сочинения фельетонов против владыки Кирилла (Гундяева), когда к месту и не к месту Бычков в „Московском комсомольце“ бранил епископа „табачным митрополитом“, журналист Бычков аккуратно меняет курс. „Милые бранятся, только тешатся“». Говоря о вышедшем в 1990 году переводе монографии Нормана Кона «Благословение на геноцид: миф о всемирном заговоре евреев и „Протоколах сионских мудрецов“", переводчиком которой указан Бычков, Кротов отметил: «перевод всё-таки мой, Бычков в 1980-е, когда я переводил эту книгу для самиздата, английский почти не знал».
Патер Владимир Никифоров (Фельдман), близко знавший Бычкова, вспоминает, что «у него репутация всегда была сомнительная и я с ним близко не сходился, личных отношений у нас не было, в группы свои его не приглашал».

## Список опубликованных и неопубликованных работ на 2011 год

### Богословие
1. «Детский молитвослов» (составлен детьми и для детей, издан в США), 1979.
2. Совместно с Я. Кротовым и Патриком Майлсом подготовил и издал: Н. А. Бердяев «Афоризмы», Sam and Sam, England, 1985 (24 c.).
3. Г. П. Федотов «Святые Древней Руси», М., 1990, составление, комментарий; тираж 100 000 экз.
4. «Жизнеописания достопамятных людей земли Русской», Х-XX вв., М.1992 (авторские тексты, переводы, составление, научная редактура, комментарий); тираж 100 000 экз.
5. «Хроника нераскрытого убийства», М. 1996, тираж 10 000 экз. Первый вариант книги об отце Александре Мене.
6. «Русская Церковь и императорская власть. 1900—1917 гг.», т. I, 350 стр. М., 1998. тираж 3000 экз.
7. «Большевики против Русской Церкви. 1917—1941 гг.», т. II, М., 2006, тираж 1500 экз.
8. «Учебник пасторологии», часть 1, машинопись, 212 с., 1983 г.
9. «К вопросу о Церкви и культуре», машинопись, 34 с., 1982 г. В сокращенном виде опубликована в сб. «Религия и свободомыслие в культурно-историческом процесс», СПб, 1991 (сс.45-54) и в журнале «Христианин» N2, 1993 г.
10. «Диалоги о церкви», машинопись, 1978 г. (частично — за исключением 1 и 2 — опубликованы под псевдонимом Н. Шеметов в бюллетене «Религия и атеизм в СССР», октябрь, ноябрь, декабрь 1981 г., № 10, 11, 12, Мюнхен, ФРГ. (34 с.).
11. «Православные братства», М. 1976, 48 с. (краткий вариант был опубликован в № 130 ВРХСД в Париже, затем перепечатан в России в «Московском церковном вестнике», 1991 г. и в журнале «Православная община» № 2 и 3, 1992 г.).
12. Сборник житий Христианских святых для детей — три зимних месяца — декабрь, январь, февраль. — 1982 г., машинопись
13. «Три праведника», М. 1998 — первое издание. Второе издание, расширенное — М. 2002 (тиражи по 1000 экз.)
14. Александр Пушкин(?) «Конек-горбунок», М. 1998, тираж 1000 экз. Сост. и вступ. статья В. Г. Перельмутера
15. «Маросейка. Жизнеописание отца Сергия Мечева. Письма. Проповеди. Воспоминания.» М. 2001, тираж 2000 экз.
16. «Святые земли русской», (издание второе, расширенное и дополненное) М. «Белый берег». 2002. тираж 3000 экз.
17. Собрание сочинений Г. П. Федотова. Первый том вышел в 1996 году. Всего вышло 9 томов: 1,2,3,5,8,9,10,11,12. Подготовлен полностью 4-й том. Набирается 6-й.
18. В № 1, 3 и 4 номерах «Исторического архива» за 2003 год опубликована переписка «Г. П. Федотов. Конфликт в Свято-Сергиевском богословском институте.» «Исторический архив» № 4, 2009 — публикация вместе с А. В. Антощенко «Мастера русской историографии: Георгий Петрович Федотов» (краткая биография и фотолетопись).
19. В течение 2003 года подготовлен цикл статей (200 стр.) для трёхтомной энциклопедии «Урочища русской памяти», составленной Жоржем Нива для французского издательства «Файар». Первый том вышел осенью 2007 году на французском языке.
20. Преподобный Серафим Саровский. Жизнь и подвиг. XVIII—XXI вв. Май 2004 г. М. Тираж 3000 экз. Альбом. Автор проекта, составление, публикации. Второе издание — май 2005, тираж 5000 экз.
21. «Обособленческие расколы на Украине», митрополит Феодосий (Процюк), М. 2004. Редакторская работа, а также послесловие «Митрополит Феодосий и его книга» под псевдонимом Н. Шеметов
22. Священник Сергий Желудков «Литургические заметки», М., 2003, второе издание — 2004. Биографический очерк, составление, примечания.
23. Протопресвитер Иоанн Мейендорф «Живое предание» (сборник статей), М. Паломник, 2004, Предисловие и послесловие (беседа с о. Иоанном Мейендорфом, сс. 328—349)
24. «Сказания о подвигах и событиях жизни старца Серафима», М. 2006. (составление, комментарии, статья), тираж 5000 экз.
25. «Первые жития преподобного Серафима Саровского», Нижний Новгород, 2006. (составление, комментарии, статья), тираж 5000 экз. Второе издание — 2010 год, тираж 1000 экз.
26. «Страдный путь архимандрита Тавриона», М. 2007, тираж 1500 экз. Второе издание — 2010 год, тираж 500 экз.
27. «Благодатный огонь: миф или реальность?», (совместно с д. и. н. Александром Мусиным) М. 2008, тираж 1000 экз.
28. «Освобождение от иллюзий. Жизнь и подвиг архиепископа-исповедника Ермогена (Голубева)» М.2010, тираж 1000 экз.

### Научные работы
1. «Путешествие из Петербурга в Москву» в литературе и общественной мысли XIX в." диссертация на соискание степени кандидата филологических наук. 150 с. Защита состоялась 18 мая 1992 г. в Пушкинском Доме, Санкт-Петербург. Присуждена степень кандидата филологических наук — ноябрь 1992 г. (ВАК).
2. Цикл статей о славянофилах (в том числе: «Крестьянская реформа 1861 г. в переписке И. С. Аксакова и А. И. Кошелева» в сб. «Абрамцево». «Материалы и исследования. Аксаковские чтения 1985 и 1987 г.» М. 1989, с.40-44).
3. «Начало разногласий в кружке славянофилов (письмо И. С. Аксакова Ю. Ф. Самарину)», (18 с.), машинопись; (отдано в сб. «Памятники культуры. Новые открытия», 1995 г.)
4. «Константин Коровин и Борис Вышеславцев». Статья и публикация воспоминаний Б. Вышеславцева в сб. «Памятники культуры. Новые открытия. 1992».
5. Статья о Коровине и публикация из воспоминаний о Ф. Шаляпине в журнале «Наше наследие», № II, 1990 с.101-117;
6. «Три стихотворения. Проблемы стиля и мироощущения: Блок, Пастернак, Мандельштам», 1984—1986, машинопись, (22 с.).
7. «Аксаковское гнездо» в 2-х томах, (произведения К. С., В. С. и И. С. Аксаковых) — предисловие, комментарий, составление (совместно с А. Г. Кузнецовой). — собрано, но неопубликовано.
8. Вступительная статья о профессоре-протоиерее Георгии Флоровском и три его прежде не публиковавшиеся статьи: «Об изучении Достоевского»; «Русская философия», «Введение в философию» — журнал «Путь», № 6, 1994 г. Также — «Блаженство страждущей любви» в газете «Сегодня», 18.06.1994 , № 113.
9. Вступительная статья и публикация беседы «Об искуплении» протоиерея Александра Меня — журнал «Путь», № 6, 1994.
10. Вступительная статья, составление и редактура книги протоиерея Вс. Рошко «Преподобный Серафим: Саров и Дивеево». М, 1994, Sam and Sam. (300 с.)
11. «Напоминание потомкам» (непереиздававшиеся статьи Н. А. Бердяева из журнала «Народоправство» 1917—1918 гг.) «Памятники культуры. Новые открытия. 1999»
12. 14 марта 2002 года в Российской академии Государственной службы при Президенте РФ защищена докторская диссертация «Российская Православная Церковь и государственная власть. 1900—1917». Утверждена ВАК в ноябре 2002 года.
13. «Об одном непроясненном образе в „Слове о полку Игореве“», «Памятники культуры. Новые открытия. 2004»

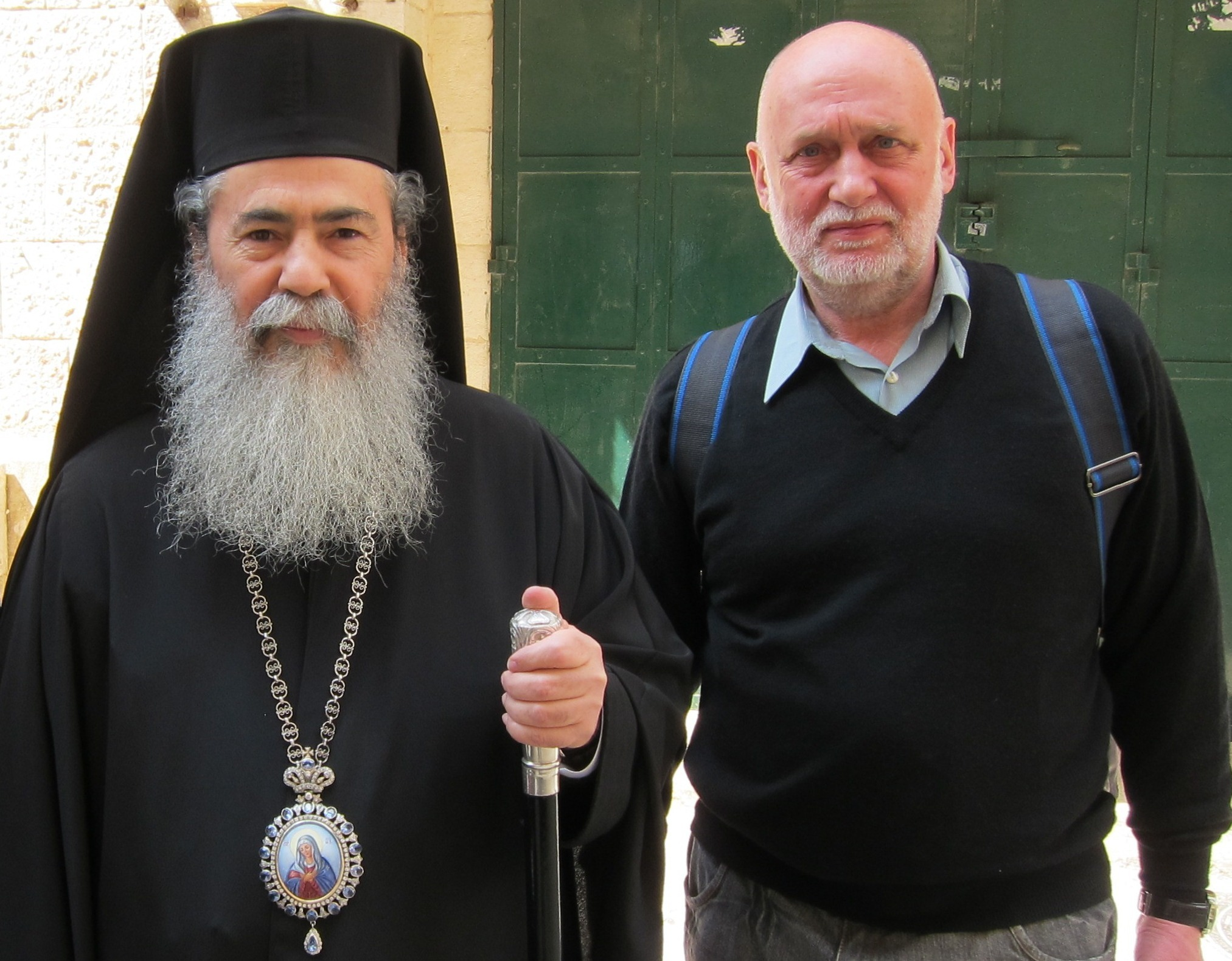
Сергей Бычков и Патриарх Иерусалимский Феофил

### Проза
1. «Прыжок вверх», повесть, машинопись (неокончена) 213 с.[источник не указан 2695 дней]
2. Сборник рассказов: «Рассказы сельского врача» (35 с.), «Электричка» (16 с.), «Чудо архангела Михаила» (10 с.), «Последнее дежурство лейтенанта Махлакова» (был опубликован под псевдонимом Лев Корнев: Континент : журнал. — 1983. — № 38. — С. 15—33). Цикл «Мелочи»: «Мелочи архиерейской жизни» ч.1 и 2 (34 с.). «Мелочи монастырской жизни» или «Унзер» (32 с.), «Мелочи приходской жизни» (18 с.). — общий объём 166 с.
3. «Сибирские рассказы» — для детей младшего возраста (29 с.)
4. «Уральские рассказы» — для детей-подростков. (32 с.)
5. Неоконченная книга об А. Н. Радищеве (шесть глав), машинопись.[источник не указан 2695 дней]
6. Священник Глеб Якунин. Нелегкий путь правдоискателя. — М.: Эксмо, 2021. — 398 с. — 500 экз. — ISBN 978-5-04-156276-2 .

### Стихи
1. Сборник стихов С. Бычкова «Тихие огни» М.1996 Стихи также публиковались в изданиях — «День поэзии. 1985», журнал «Христианин» за 1992 и 1993 гг. Второе расширенное издание сборника «Тихие огни» М., 2011
2. Вадим Перельмутер «Птичье ремесло», М., 2006
3. Вадим Перельмутер «Диалог», М., 2010

### Переводы (прозаические)
1. «Благословение на геноцид», Н. Кон, М. 1990., второе издание — М. Рудомино, 2000 г.
2. «Наша Церковь и наши дети», М.1993 (перевод, предисловие и составление). Второе издание, исправленное и дополненное — М. 1994. Третье издание — М. Паломник, 2002. Тираж 10000 экз.
3. «Знакомьтесь: семейство Остин», машинопись, две главы были опубликованы в журнале «Пионер» № 10 и 11 за 1990 г.
4. «Оставаться детьми перед Богом.» Сборник о христианском воспитании детей. Католический опыт. (180 с.), М.1995.
5. Глава из книги Г. П. Федотова «Русское религиозное сознание», т.1, посвященная «Слову о полку Игореве», журнал «Русская литература», N1, 1993 г., Санкт-Петербург. (30 с.).

### Поэтические переводы (опубликованные)
- 1973. Издательство «Молодая гвардия». «Югославская поэзия».
- 1973. Издательство «Прогресс». «Филиппинская поэзия» (Хоакин, Булосан).
- 1975. Издательство «Художественная литература». «Поэзия английского романтизма», БВЛ (Шелли, Блейк).
- 1975. Издательство «Прогресс». «Современная американская поэзия». (Л. Джонс).
- 1975. Издательство «Прогресс». «Из современной английской поэзии». (Т. Хьюз).
- 1977. Издательство «Художественная литература». «Европейская поэзия 17 века», БВЛ, (Хэрберт).
- 1977. Издательство «Художественная литература». «Классическая поэзия Индии, Китая, Кореи, Вьетнама», БВЛ, (Са-ду-цы, Чхе-чхи-вон).
- 1979. Издательство «Художественная литература». «Поэзия Африки». (У. Ба, Вали).
- 1981. Издательство «Художественная литература». «Из филиппинской поэзии». (Дагио, Хоакин).
- 1981. Издательство «Художественная литература». «Поэзия современной Югославии». (Шкрели).
- 1981. Издательство «Художественная литература». «Африка», 2-й лит. сб. (Бабалола).
- 1981. Издательство «Прогресс». «Острова поющей листвы».
- 1983. Издательство «Прогресс». Антология африканской поэзии". (У. Ба).
- 1983. Издательство «Художественная литература». «Африка», 4-й литературный сборник, нар. поэзия.
- 1983. Издательство «Современник», «Адалло».
- 1988. Издательство «Наука». «Т. Л. Пиккок», серия «Литературные памятники».

Неопубликованные переводы — предстоит привести в порядок.

### Церковная публицистика
(еще не собрана):
1) Начиная с 1978 года — «Вестник РХСД» под псевдонимом Н. Шеметов (начиная с N 127 по 138).
2) Газета «Московский комсомолец» (наиболее весомая часть — «Катакомбы» с мая 1990 по ноябрь 1992;
Затем об о. Александре Мене — публикация бесед и «Хроника нераскрытого убийства» начиная с сентября 1991 г. по сентябрь 1992 г., а также — (14.09.90, 16.09.90, 18.10.90, 18.01.91, 5.06.91, 17.07.91, 30.08.91, 5.09.91, 16.11.91, 25.10.91, 12.12.91, 7.04.92, 31.03.92, 6.05.92, 7.02.92, 27.02.92, 11.06.92, 17.03.92, 25.04.92, 21.03.92, 27.05.92, 1.07.92, 28.07.92, 31.07.92, 9.09.92, 3.11.92).
3) Ежемесячник «Совершенно секретно» (цикл публикаций о РПЦ), а также — газета «Московские новости» (с осени 1989 г.).

### Воспоминания и переписка
1. Об о. Иоанне Мейендорфе (частично опубликованы в газетах «Московский комсомолец» (9.08.91), «Вечерняя Москва» (21.08.92), а также в журнале «Воронежский епархиальный вестник» N8, 1992 г.) целиком в журнале «Мера», СПб, 1993 г. N2, «Континент» № 76, 1993 г.;

«Переписка с отцом Иоанном Мейендорфом», Вестник русского христианского движения, № 192, Париж-Москва, 2007 г.
1. Об о. Александре Мене, журнал «Путь», N4, 1993 г. (беседы с 1983 по 1985 г.; предисловие и комментарий).
2. Об о. Александре Шмемане — беседа с У. С. Шмеман, (15 с.). Журнал «Континент» № 79, 1994 г.
3. Запись и литературная обработка воспоминаний поэта и художника А. А. Штейнберга, записанная мною на аудиокассету в конце 70-х годов. Предварено моими воспоминаниями (23 стр) + (44 стр.).

Вошло в книгу — Аркадий Штейнберг «К верховьям», подготовленной Вадимом Перельмутером и изданной в 1997 году московским издательством «Совпадение».
Вторая публикация, исправленная и дополненная — в сборнике — «Воспоминания об Аркадии Штейнберге: он между нами жил», М. Русский импульс, 2008.
1. О церковном писателе и богослове Б. С. Бакулине — газета «Московский комсомолец» (10.08.89) и «Московский церковный вестник», № 12-13, 1992 г.
2. О священнике Сергие Желудкове. «МК», 22.03.90 (письмо А. Д. Сахарову); «Демократическая газета», № 8, 1991 г.; ежемесячник «Совершенно секретно», — № 6, 1992 (переписка с А. И. Солженицыным);
3. О жизни архимандрита Тавриона Батозского — публикации «МК», 16.05.90 и 3.11.92; 22 ноября 1992 прошла передача об о. Таврионе по ВВС (радио), подготовленная мною совместно со священником Сергием Гаккелем и Фаиной Яновой (14 мин.). Работа над книгой завершена 21 марта 2005 года.
4. «Возложивший руку на плуг» в сб. «Лев Александрович Дмитриев» СПб,1995. Воспоминания — об Л. А. Дмитриеве.
5. «Отмывание жемчужин» из «Книги воспоминаний» в журнале «Истина и жизнь», № 5,6 и 9 за 2004 гг. Воспоминания об отце Александре Мене и его окружении.
6. В электронном журнале Slavic Toronto за сентябрь 2009 года воспоминания о поэте Всеволоде Некрасове — «ХРОНИЧЕСКИЙ ПРАГМАТИЗМ СЕВЫ НЕКРАСОВА или ИСКУССТВО ЭПОХИ ВОЗРАЖЕНИЯ» «Попытка воспоминаний с длинными цитатами»

### Мюзиклы для детей
1. «Рождественская мистерия», 1976 г.
2. «Действо о преподобном Сергие», 1978 г.
3. «Франциск Ассизский», 1980 г.
4. «Царь Иудейский», 1981 г.
5. «Рассказывает и поет Ганс Христиан Андерсен», 1982 г.

Музыка Олега Степурко

### Цикл журнальных и газетных статей
посвященных художникам книги и русским живописцам:
1. журналы «Литературное обозрение (№ 1 и 12, 1984; № 2 („Магнит поиска“ — о проблемах перевода); и № 11 за 1985 г. („Слово о полку Игореве“ в живописи и графике»); «Огонек» (№ 18, 1988); «Книга и искусство в СССР», «Сельская молодёжь» (№ 11, 1988, № 12, 1989); «Смена» (№ 9, 1989: статья об С. Овчарове и фильме «Оно»); «Юность» (№ 7, 1988); «Дружба народов» (№ 3, 1984 — о проблемах перевода), а также «Альманах библиофила», № 14, 16, 17 (под псевдонимом С. Сергеев), № 18, № 20 (под псевдонимом С. Сергеев). Цикл статей о русских художниках в журнале «Огонек» — 1989—1990 гг.
2. «Нестеров в Хотькове», 1987, (15 с.), машинопись.
3. Юбилейный, 21 номер «Альманаха библиофила», посвящённый «Слову о полку Игореве», был полностью составлен и отредактирован мною, в нём должна была идти моя статья — «Слово о полку Игореве» в живописи и книжной графике". Но была снята Евгением Осетровым, как и набранная статья о Геннадии Спирине. Все это произошло в начале 1986 года вследствие нажима со стороны КГБ.

### Сценарии
1. Сценарий о жизни и подвиге священника Александра Меня. Режиссёром Андреем Селивановым поставлен телефильм «Живое слово отца Александра». Был показан в марте 2005 года по телеканалу «Россия».
2. Сценарий телефильма «ВЧК против патриарха Тихона» совместно с петербургским режиссёром Юрием Заниным. Был показан по телеканалу «Россия» 24 марта 2005 года в 23.20., а затем повторен летом этого же года.
3. Сценарий телефильма «Завтра меня убьют», режиссёр Сергей Медведев. Был показан 26 июня 2007 года по 1-му каналу ТВ.

### Открытки
1. «Воронежское Дивногорье», М, 2000, тираж 1000 экз. 13 открыток.